# Katja Schuurman

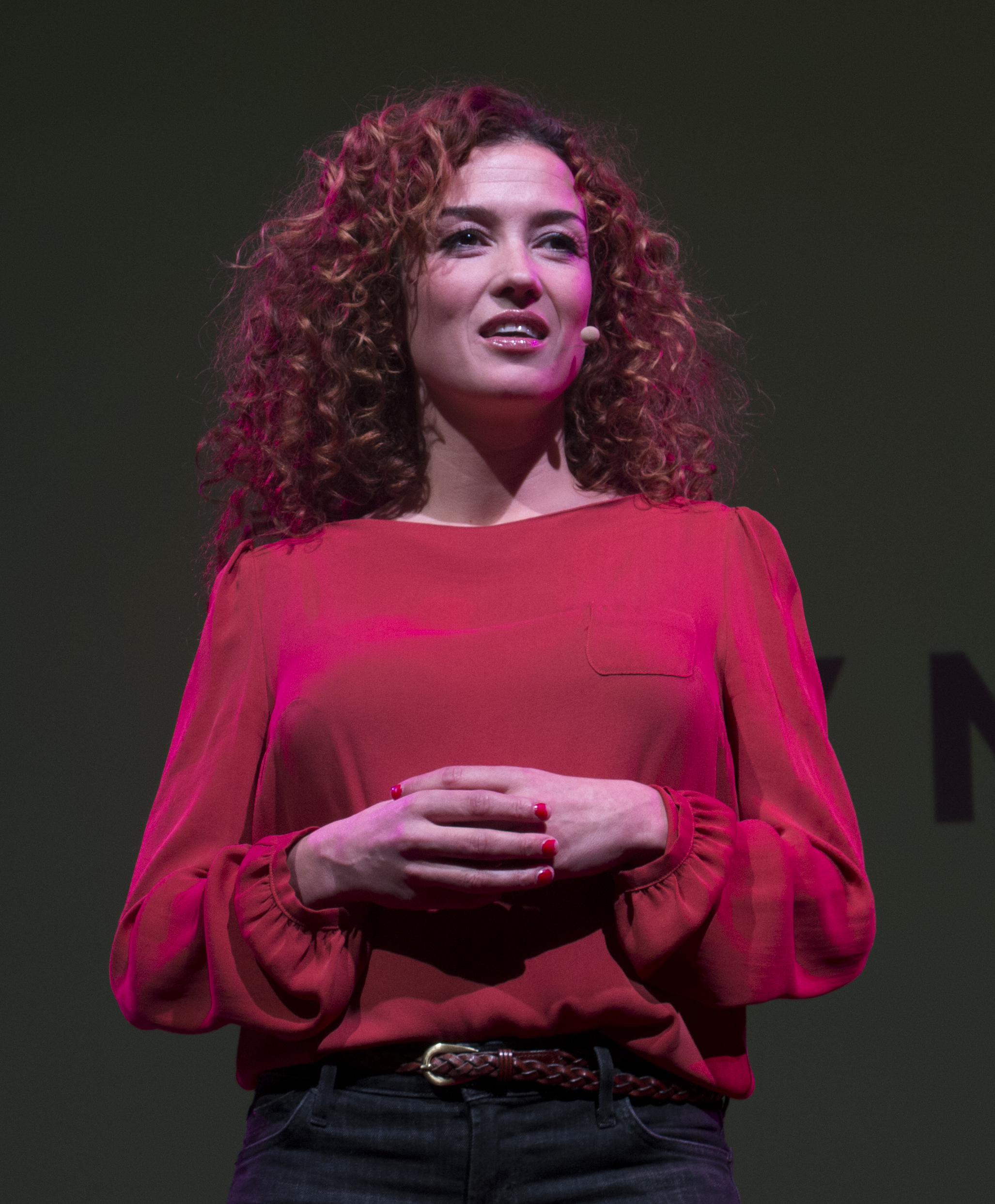
Katja Schuurman (2012)

Katja Römer-Schuurman (* 19. Februar 1975 in Bunnik) ist eine niederländische Schauspielerin.
Schuurman machte ihre ersten Schritte als Schauspielerin noch während ihrer Schulzeit. 1992 wirkte sie in der Serie Uit de school geklapt der niederländischen Rundfunkgesellschaft NCRV mit. Nach ihrem Schulabschluss spielte sie mehrere kleine Rollen in Fernsehserien.
Ihren Durchbruch schaffte Schuurman in der Rolle der „Jessica Harmsen“ (1995–1999) in der Serie Goede tijden, slechte tijden, dem niederländischen Pendant zur deutschen Seifenoper Gute Zeiten, schlechte Zeiten. Auf dem Höhepunkt der Popularität der Sendung nahm sie zusammen mit ihren Serienkolleginnen Guusje Nederhorst und Babette van Veen unter dem Bandnamen Linda, Roos & Jessica die Single Ademnood auf, die Ende 1995 für sieben Wochen Platz 1 der niederländischen Charts belegte. Als Schuurman im Frühjahr 1999 zusammen mit ihrem engen Freund Cas Jansen aus der Serie ausstieg, sanken die Einschaltquoten um mehr als 20 Prozent.
Im Dezember 1999 geriet Schuurman in die Schlagzeilen, als sie im alkoholisierten Zustand einen Verkehrsunfall verursachte.
Nach Goede tijden, slechte tijden spielte sie in verschiedenen Filmen mit. Unter anderem tauchte sie 2002 kurz in der Bret-Easton-Ellis-Verfilmung Die Regeln des Spiels auf. 2003 hatte sie eine Hauptrolle in dem Film Das Interview des 2004 ermordeten Filmregisseurs Theo van Gogh. In diesem Film spielte sie sich selbst als Seifenoperdarstellerin und ihre Wohnung diente als Kulisse. Ein Jahr nach dem Mord an van Gogh moderierte sie den BNN-Dokumentarfilm Prettig weekend, ondanks alles, in dem der Journalist Stan de Jong die polizeilichen Ermittlungen zur Hofstad-Gruppe analysiert. 2019 übernahm sie eine Rolle in Der Club der hässlichen Kinder.
Katja Schuurman ist die ältere Schwester der Sängerin und Schauspielerin Birgit Schuurman.